# Kardoskút
Kardoskút este un sat în districtul Orosház, județul Békés, Ungaria, având o populație de 925 de locuitori (2011). 

## Demografie
Componența etnică a satului Kardoskút
     Maghiari (100%)
Componența confesională a satului Kardoskút
     Fără religie (22,27%)
     Luterani (10,27%)
     Reformați (5,73%)
     Atei (1,73%)
     Necunoscută (60%)
     Alte religii (2,16%)
Conform recensământului din 2011, satul Kardoskút avea 925 de locuitori. Din punct de vedere etnic, majoritatea locuitorilor (100,0%) erau maghiari. Nu există o religie majoritară, locuitorii fiind persoane fără religie (22,27%), luterani (10,27%), reformați (5,73%) și atei (1,73%). Pentru 60,0% din locuitori nu este cunoscută apartenența confesională.